# جاك بروير
جاك بروير (بالألمانية: Jacques Breuer)‏ هو مخرج وممثل نمساوي، ولد في 20 أكتوبر 1956 في ألمانيا.

## أعمال

### أفلام
- (2001)  رفقة الخاتم[4]

## وصلات خارجية
- جاك بروير على موقع IMDb (الإنجليزية)
- جاك بروير على موقع مونزينجر (الألمانية)
- جاك بروير على موقع ألو سيني (الفرنسية)
- جاك بروير على موقع ميوزك برينز (الإنجليزية)
- جاك بروير على موقع أول موفي (الإنجليزية)
- جاك بروير على موقع قاعدة بيانات الأفلام السويدية (السويدية)
- جاك بروير على موقع قاعدة بيانات الفيلم (الإنجليزية)
- جاك بروير على موقع كينوبويسك (الروسية)